# Indiana Jones

Logo der Indiana-Jones-Filmreihe

Der Archäologe und Forscher Indiana „Indy“ Jones (eigentlich Dr. Henry Walton Jones Jr.) ist die fiktive Hauptfigur aus der gleichnamigen Abenteuerfilmreihe. Die ersten drei Filme entstanden in den 1980er Jahren. In den 1990er Jahren produzierte George Lucas eine kanonische Fernsehserie. Der vierte Teil wurde 2008 veröffentlicht und im Juni 2023 erschien unter der Regie von James Mangold ein fünfter Film. Die ersten vier Filme entstanden unter der Leitung des Regisseurs Steven Spielberg sowie der Beteiligung George Lucas’ an den Drehbüchern, in allen Spielfilmen spielt Harrison Ford die Hauptrolle. Wegen des großen Erfolgs der Filme beschäftigen sich zahlreiche Romane, Comics, Handy- und Computerspiele mit der Figur des Indiana Jones.

## Kinofilme
Bisher wurden fünf Kinofilme um Indiana Jones gedreht:
- 1981: Jäger des verlorenen Schatzes (Raiders of the Lost Ark)
- 1984: Indiana Jones und der Tempel des Todes (Indiana Jones and the Temple of Doom)
- 1989: Indiana Jones und der letzte Kreuzzug (Indiana Jones and the Last Crusade)
- 2008: Indiana Jones und das Königreich des Kristallschädels (Indiana Jones and the Kingdom of the Crystal Skull)
- 2023: Indiana Jones und das Rad des Schicksals (Indiana Jones and the Dial of Destiny)

Die ersten drei Spielfilme waren bei ihrer Veröffentlichung große Erfolge und gelten bis heute als Kultfilme. Der vierte Film entstand fast 20 Jahre nach dem dritten Film, im Zuge eines Trends in der Filmbranche zu späten Fortsetzungen früherer erfolgreicher Filmzyklen.
Eine weitere Fortsetzung der Indiana-Jones-Reihe schien längere Zeit unwahrscheinlich, obwohl nach dem vierten Film immer wieder derartige Gerüchte entstanden. 2012 zog sich George Lucas aus dem Filmgeschäft zurück und verkaufte seine Firma Lucasfilm an das Medienunternehmen The Walt Disney Company. Im März 2016 kündigte Disney einen fünften Teil der Reihe, erneut mit Harrison Ford in der Rolle des Indiana Jones, an. Der Film sollte Juli 2019 in die Kinos kommen und mit Steven Spielberg als Regisseur produziert werden. Als Drehbuchautor wurde zunächst David Koepp engagiert, der auch am vierten Film mitgewirkt hatte. Lucas blieb als ausführender Produzent involviert.

Nachdem etwa ein Jahr nach der Ankündigung der Kinostart auf Juli 2020 verschoben worden war, erwähnte Spielberg im März 2018, dass die Dreharbeiten zum fünften Teil im April 2019 in Großbritannien beginnen sollten. Wenig später wurde bekannt, dass Jon Kasdan Koepp als Drehbuchautor ersetzte und der verspätete Kinostart erneut nicht eingehalten werden könnte, sodass der Film kurz darauf auf Juli 2021 verschoben wurde. Im Mai 2019 wurde Dan Fogelman als neuer Drehbuchautor gehandelt, da Kasdan nicht mehr an dem Projekt arbeitete. Wenige Monate später erwähnte Koepp, erneut am Drehbuch zu schreiben. Im Februar 2020 deutete Ford an, dass die Dreharbeiten in Kürze beginnen würden. Spielberg übernahm den Posten des Produzenten, um mit James Mangold erstmals jemand anderem die Regie eines Films der Reihe zu überlassen. Während der Coronavirus-Pandemie 2020/21 verschob Disney den Kinostart auf Juli 2022. Koepp, der für Spielberg mehrere Drehbuchversionen angefertigt hatte, beendete ebenfalls seine Arbeit, um Mangold die Gelegenheit zu geben, seine eigenen Ideen für den Film einzubringen.
| Veröffentlichung (Deutschland) | Titel                                                 | Regie            | Drehbuch                                                            | Geschichte                                                          | Produktion                                      |
| ------------------------------ | ----------------------------------------------------- | ---------------- | ------------------------------------------------------------------- | ------------------------------------------------------------------- | ----------------------------------------------- |
| 29. Okt. 1981                  | Jäger des verlorenen Schatzes                         | Steven Spielberg | Lawrence Kasdan                                                     | George Lucas, Philip Kaufman                                        | Frank Marshall                                  |
| 3. Aug. 1984                   | Indiana Jones und der Tempel des Todes                | Steven Spielberg | Willard Huyck, Gloria Katz                                          | George Lucas                                                        | Robert Watts                                    |
| 14. Sep. 1989                  | Indiana Jones und der letzte Kreuzzug                 | Steven Spielberg | Jeffrey Boam                                                        | George Lucas, Menno Meyjes                                          | Robert Watts                                    |
| 22. Mai 2008                   | Indiana Jones und das Königreich des Kristallschädels | Steven Spielberg | David Koepp                                                         | George Lucas, Jeff Nathanson                                        | Frank Marshall                                  |
| 29. Juni 2023                  | Indiana Jones und das Rad des Schicksals              | James Mangold    | Jez Butterworth, John-Henry Butterworth, David Koepp, James Mangold | Jez Butterworth, John-Henry Butterworth, David Koepp, James Mangold | Simon Emanuel, Kathleen Kennedy, Frank Marshall |

## Die FigurIndiana Jones

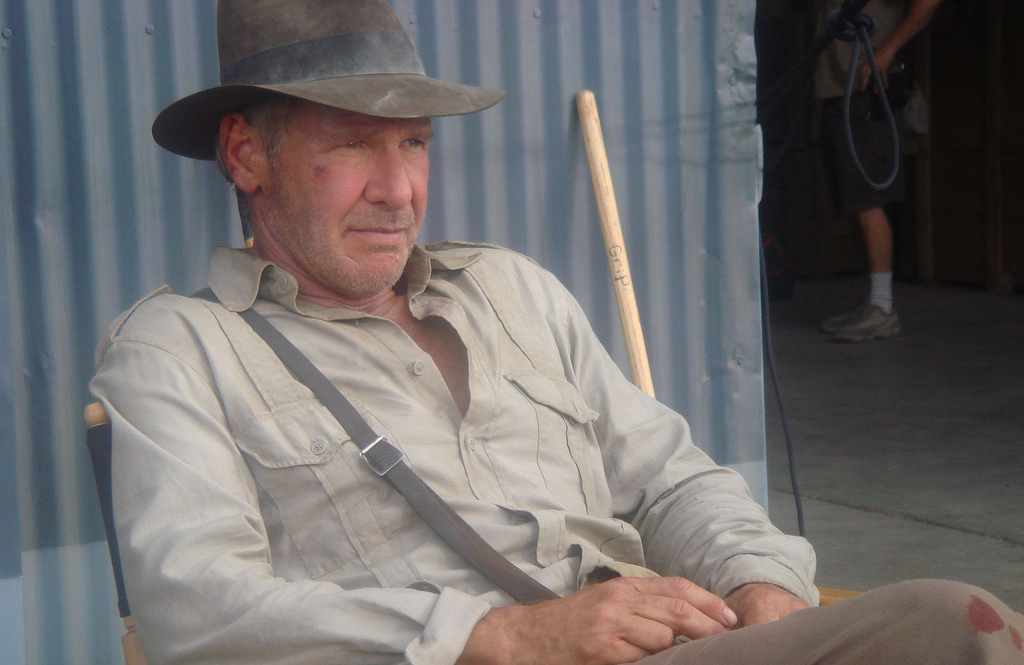
Harrison Ford am Set des vierten Kinofilms (2007)

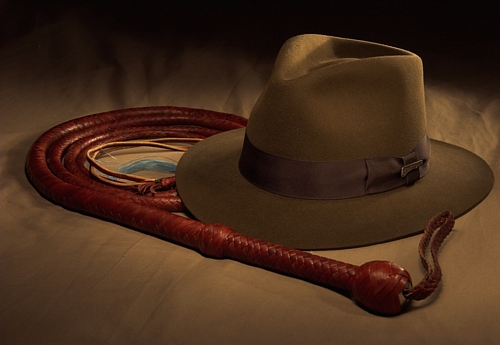
Fedora und Peitsche

In den Filmen und sonstigen unter der Marke Indiana Jones vertriebenen Produkten wird eine Biographie der fiktiven Figur Indiana Jones erzählt. Demnach wurde Indiana Jones, in der Kurzform auch Indy oder Jones, unter dem bürgerlichen Namen Henry Walton Jones, jr. am 1. Juli 1899 in Princeton, New Jersey geboren. Der im Juni 1922 an der Universität von Chicago promovierte Archäologe arbeitet nicht nur als ruhiger Wissenschaftler an einer Universität und als Professor an einem College, sondern reist auch als Abenteurer um die Welt. Er beschäftigt sich mit religiösen und okkulten Phänomenen, sucht nach legendären Reliquien und versucht insbesondere Kulturgüter der Allgemeinheit zu erhalten. Im ersten Film sucht er die Bundeslade, im zweiten Abenteuer kommt er in einen Tempel der Göttin Kali und sucht die Shankara-Steine, im dritten Teil findet er den Heiligen Gral, im vierten Film geht es um einen Kristallschädel der Inka und im fünften Film um den Mechanismus von Antikythera. Darüber hinaus hat er in seiner Jugend sehr viele weitere Abenteuer erlebt, bei denen er Persönlichkeiten der Zeitgeschichte traf und an wichtigen Ereignissen teilgenommen hat. Er wurde mindestens 93 Jahre alt.
Da die ersten drei Kino-Abenteuer in den 1930er Jahren angesiedelt sind, treten die Nationalsozialisten, die sich selbst oft an antiken Vorbildern orientierten, im ersten und im dritten Film als Gegenspieler auf. In drei Kino-Filmen wird der Abenteurer von einer Frau begleitet, beim „letzten Kreuzzug“ ist auch sein Vater Professor Dr. Henry Jones sr. an seiner Seite. Beim vierten Kino-Abenteuer, das fast 20 Jahre später spielt, tritt erstmals sein Sohn Mutt Williams auf. Typische Merkmale von Indiana Jones sind der Fedora und seine Peitsche. Jones hat eine Schlangen-Phobie, die im dritten Kinofilm damit erklärt wird, dass Indiana als Jugendlicher auf der Flucht vor Verfolgern in einen Zirkus-Waggon voller Schlangen gefallen ist.

## Hintergrund
Es existieren mögliche reale Vorbilder für Indiana Jones, darunter der US-amerikanische Archäologe Hiram Bingham, der 1911 die Ruinenstadt Machu Picchu freilegte und erforschte. In Frage kommt auch der britische Offizier und Dschungel-Forscher Percy Fawcett, der nach der „versunkenen Stadt Z“ suchte. Ein konkretes Vorbild wurde von Lucas und Spielberg allerdings nie genannt. Zunächst sollte Indiana Jones „Indiana Smith“ heißen; Steven Spielberg setzte jedoch eine Änderung durch. Den Namen „Indiana“ trug ursprünglich der Hund von George Lucas, ein Alaska-Malamute (auf den die Star-Wars-Figur Chewbacca zurückgeht). Auf diesen Umstand wird im dritten Kinofilm angespielt, wenn der Zuschauer erfährt, dass sich Indiana Jones selbst nach dem Hund seiner Familie benannte. Lucas hatte mit Harrison Ford bereits bei American Graffiti und Star Wars zusammengearbeitet.
Neben realen Vorbildern sind viele Details der Figuren und Handlungen aus Abenteuerfilmen der 1940er bis 1960er Jahren entlehnt.

## Darsteller
Darsteller von Indiana Jones in den Kinofilmen ist Harrison Ford; lediglich in anderen Altersstufen wird Indiana Jones durch andere Schauspieler verkörpert.
- Im dritten Kinofilm, Indiana Jones und der letzte Kreuzzug, spielt River Phoenix den 13-jährigen Indiana Jones im Jahr 1912.
- In der Fernsehserie Die Abenteuer des jungen Indiana Jones verkörpert Corey Carrier Indiana Jones im Alter von acht bis elf Jahren, Sean Patrick Flanery im Alter von 16 bis 21 Jahren und zu Beginn und Ende einer jeden Folge (mit Ausnahme zweier Folgen, in denen Harrison Ford für diesen Teil wieder in die Rolle des nun 51-jährigen Indy schlüpft) George Hall im Alter von 93 bis 94 Jahren.

Ursprünglich war Tom Selleck für die Rolle des Indiana Jones in den Kinofilmen vorgesehen. Er absolvierte einige Testaufnahmen, die als Bonusmaterial in der DVD-Kollektion der ursprünglichen Kinotrilogie enthalten sind. Selleck konnte die Rolle jedoch nicht annehmen, da er wegen der Dreharbeiten zur Serie Magnum unabkömmlich war. Doch Tom Selleck hat seine Chance dennoch bekommen: In der Magnum-Episode 159 (Legend of the lost art, dt. Titel: Eine Legende lebt) wandelt er auf den Spuren des berühmten Archäologen, den er in den Filmen nicht verkörpern konnte, stilecht mit Peitsche und Schlapphut, auf der Suche nach verlorenen Artefakten.
Sean Connery verkörpert im dritten Kinofilm, Indiana Jones und der letzte Kreuzzug, Indiana Jones’ Vater Professor Dr. Henry Jones sr. im Jahr 1938 (sowie, wenn auch in den Szenen nur von hinten zu sehen, 1912). Für die später in den 1990ern produzierte Fernsehserie schlüpft Lloyd Owen in die Rolle des Dr. Henry Jones sr. im Jahr 1909.

## Besetzung und Synchronisation
| Figur                                 | Film                                 | Film                                          | Film                                         | Film                                                         | Film                                            | Synchronsprecher                                               |
| Figur                                 | Jäger des verlorenen Schatzes (1981) | Indiana Jones und der Tempel des Todes (1984) | Indiana Jones und der letzte Kreuzzug (1989) | Indiana Jones und das Königreich des Kristallschädels (2008) | Indiana Jones und das Rad des Schicksals (2023) | Synchronsprecher                                               |
| ------------------------------------- | ------------------------------------ | --------------------------------------------- | -------------------------------------------- | ------------------------------------------------------------ | ----------------------------------------------- | -------------------------------------------------------------- |
| Prof. Henry „Indiana“ Jones, Jr.      | Harrison Ford                        | Harrison Ford                                 | Harrison FordRiver Phoenix                   | Harrison Ford                                                | Harrison Ford                                   | Wolfgang Pampel Simon Jäger                                    |
| Sallah                                | John Rhys-Davies                     |                                               | John Rhys-Davies                             |                                                              | John Rhys-Davies                                | Michael Chevalier Helmut Krauss Uli Krohm Reinhard Scheunemann |
| Dr. Marcus Brody                      | Denholm Elliott                      |                                               | Denholm Elliott                              |                                                              |                                                 | Mogens von Gadow Eric Vaessen                                  |
| Marion Ravenwood                      | Karen Allen                          |                                               |                                              | Karen Allen                                                  | Karen Allen                                     | Christina Hoeltel Cathlen Gawlich Eva Kryll                    |
| Dr. René Belloq                       | Paul Freeman                         |                                               |                                              |                                                              |                                                 | Hermann Ebeling Patrice Luc Doumeyrou                          |
| Major Arnold Toht                     | Ronald Lacey                         |                                               |                                              |                                                              |                                                 | Wolfgang Spier Gerald Schaale                                  |
| Gobler                                | Anthony Higgins                      |                                               |                                              |                                                              |                                                 | Arne Elsholtz Patric Tavanti                                   |
| Oberst Hermann Dietrich               | Wolf Kahler                          |                                               |                                              |                                                              |                                                 | Christian Rode Oliver Stritzel                                 |
| Captain Katanga                       | George Harris                        |                                               |                                              |                                                              |                                                 | Hartmut Reck Michael Iwannek                                   |
| Satipo                                | Alfred Molina                        |                                               |                                              |                                                              |                                                 | Melvin Quinones Sebastian Christoph Jacob                      |
| Premierminister Chattar Lal           |                                      | Roshan Seth                                   |                                              |                                                              |                                                 | Jürgen Thormann                                                |
| Earl Weber                            |                                      | Dan Aykroyd                                   |                                              |                                                              |                                                 | Joachim Pukaß                                                  |
| Mola Ram                              |                                      | Amrish Puri                                   |                                              |                                                              |                                                 | Edgar Ott                                                      |
| Captain Philip Blumburtt              |                                      | Philip Stone                                  |                                              |                                                              |                                                 | Friedrich W. Bauschulte                                        |
| Short Round                           |                                      | Ke Huy Quan                                   |                                              |                                                              |                                                 | Markus Mensing                                                 |
| Wilhelmina „Willie“ Scott             |                                      | Kate Capshaw                                  |                                              |                                                              |                                                 | Uta Hallant                                                    |
| Dr. Elsa Schneider                    |                                      |                                               | Alison Doody                                 |                                                              |                                                 | Katja Nottke                                                   |
| Oberst Ernst Vogel                    |                                      |                                               | Michael Byrne                                |                                                              |                                                 | Peter Neusser                                                  |
| Gralsritter                           |                                      |                                               | Robert Eddison                               |                                                              |                                                 | Helmut Heyne                                                   |
| Prof. Henry Jones, Sr.                |                                      |                                               | Sean ConneryAlex Hyde-White                  |                                                              |                                                 | Gert Günther Hoffmann                                          |
| Kazim                                 |                                      |                                               | Kevork Malikyan                              |                                                              |                                                 | Arne Elsholtz                                                  |
| Walter Donovan                        |                                      |                                               | Julian Glover                                |                                                              |                                                 | Christian Rode                                                 |
| Dekan Charles Stanforth               |                                      |                                               |                                              | Jim Broadbent                                                |                                                 | Frank-Otto Schenk                                              |
| George „Mac“ McHale                   |                                      |                                               |                                              | Ray Winstone                                                 |                                                 | Roland Hemmo                                                   |
| Prof. Harold „Ox“ Oxley               |                                      |                                               |                                              | John Hurt                                                    |                                                 | Jürgen Thormann                                                |
| Mutt Williams/Henry Jones III.        |                                      |                                               |                                              | Shia LaBeouf                                                 |                                                 | David Turba                                                    |
| Oberst Dr. Irina Spalko               |                                      |                                               |                                              | Cate Blanchett                                               |                                                 | Arianne Borbach                                                |
| General Bob Ross                      |                                      |                                               |                                              | Alan Dale                                                    |                                                 | Bodo Wolf                                                      |
| Basil Shaw                            |                                      |                                               |                                              |                                                              | Toby Jones                                      | Lutz Schnell                                                   |
| Helena Shaw                           |                                      |                                               |                                              |                                                              | Phoebe Waller-Bridge                            | Kathrin Gaube                                                  |
| Dr. Jürgen Voller / Professor Schmidt |                                      |                                               |                                              |                                                              | Mads Mikkelsen                                  | Axel Malzacher                                                 |
| Klaber                                |                                      |                                               |                                              |                                                              | Boyd Holbrook                                   | Björn Schalla                                                  |
| Mason                                 |                                      |                                               |                                              |                                                              | Shaunette Renée Wilson                          | Alice Bauer                                                    |
| Renaldo                               |                                      |                                               |                                              |                                                              | Antonio Banderas                                | Bernd Vollbrecht                                               |
| Teddy Kumar                           |                                      |                                               |                                              |                                                              | Ethann Isidore                                  | Thoralf Theusner                                               |
| Oberst Weber                          |                                      |                                               |                                              |                                                              | Thomas Kretschmann                              | Thomas Kretschmann                                             |

1. ↑  In Indiana Jones und der letzte Kreuzzug als junger Indy
2. 1 2  In Indiana Jones und der letzte Kreuzzug
3. 1 2 3 4 5 6 7 8  In der 2009 entstandenen 2. Synchronfassung von Jäger des verlorenen Schatzes
4. ↑  In Indiana Jones und das Rad des Schicksals
5. ↑  In Indiana Jones und das Königreich des Kristallschädels

## Filmmusik
Die Filmmusik schrieb der US-amerikanische Komponist John Williams, der für jeden Score der Indiana-Jones-Filme verantwortlich ist. Er komponierte den „Raiders March“, der auch außerhalb der Fangemeinde populär wurde. Für jeden einzelnen Teil komponierte Williams Leitmotive:

### Teil 1
Auf diesem Soundtrack erschien erstmals die bekannte Titelmelodie. Außerdem wurden ein Thema für die Figur Marion und ein Thema für die Bundeslade geschrieben. Kampfszenen wurden auch ausschweifend untermalt. Ein Charaktermerkmal ist die ständige Einbindung der bekannten Fanfare.

### Teil 2
In diesem Teil wurde der Marsch am meisten eingesetzt und immer wieder zitiert. Neue Themen wurden für den Jungen Short Round geschrieben und für Indys neuen Schwarm. Außerdem komponierte Williams ein Thema für die entführten Kinder.

### Teil 3
Für Teil 3 komponierte Williams ein Thema für den Gral, für Indiana Jones’ Vater und einen Marsch für die Nazis (der in leicht veränderter Form auch in den Szenen während der Eroberung des Planeten Naboo durch die Handelsföderation im Film Star Wars: Episode I – Die dunkle Bedrohung benutzt wird). Auffällig ist, dass der „Raiders March“ nur selten zitiert wird.

### Teil 4
Leitmotive wurden auch für diesen Teil verfasst. Williams schrieb ein Thema für den Sohn von Indiana Jones, ein Thema für die Agentin Irina und ein musikalisches Leitmotiv für den Kristallschädel. Außerdem wurden in diesem Soundtrack erstmals elektronische Töne eingesetzt. Diese sind in der Szene bei Peru zu hören. Es wurden jedoch viele Musikstücke aus den anderen drei Teilen zitiert.

### Teil 5
Neben den altbekannten Leitmotiven für Indiana Jones und Marion wurden neue Motive für Helena Shaw, den Gegenspieler Voller und das Archimedes-Rad eingebaut. Das Helena's Theme wurde außerdem in einer Fassung für Orchester bearbeitet und mit Anne-Sophie Mutter als Soloviolinistin eingespielt.

## Rezeption

### Einspielergebnisse
Mit einem Gesamteinspielergebnis von 2,12 Milliarden US-Dollar befindet sich Indiana Jones auf dem 24. Platz der weltweit erfolgreichsten Filmreihen. Alle Angaben zu Einnahmen und Kosten sind in US-Dollar (Stand: 29. August 2023).
| Film                                                  | Einspielergebnisse | Einspielergebnisse | Einspielergebnisse | Budget        |
| Film                                                  | Nordamerika        | Deutschland        | Weltweit           | Budget        |
| ----------------------------------------------------- | ------------------ | ------------------ | ------------------ | ------------- |
| Jäger des verlorenen Schatzes                         | 248.159.971        | N/A                | 389.925.971        | 18 Millionen  |
| Indiana Jones und der Tempel des Todes                | 179.870.271        | N/A                | 333.107.271        | 28 Millionen  |
| Indiana Jones und der letzte Kreuzzug                 | 197.171.806        | 15.695.037         | 474.171.806        | 48 Millionen  |
| Indiana Jones und das Königreich des Kristallschädels | 317.101.119        | 31.129.000         | 790.653.942        | 185 Millionen |
| Indiana Jones und das Rad des Schicksals              | 174.094.716        | 16.106.213         | 380.954.388        | 295 Millionen |
| Gesamt:                                               | 1.116.397.883      | 62.930.250+        | 2.368.813.378      | 574 Millionen |

### Kritiken
Stand: 4. Juli 2023
| Film                                                  | Rotten Tomatoes     | Metacritic       | IMDb                      |
| ----------------------------------------------------- | ------------------- | ---------------- | ------------------------- |
| Jäger des verlorenen Schatzes                         | 96 % (92 Kritiken)  | 85 (16 Kritiken) | 8,4 (997.390 Bewertungen) |
| Indiana Jones und der Tempel des Todes                | 83 % (72 Kritiken)  | 57 (14 Kritiken) | 7,5 (511.422 Bewertungen) |
| Indiana Jones und der letzte Kreuzzug                 | 88 % (77 Kritiken)  | 65 (14 Kritiken) | 8,2 (778.600 Bewertungen) |
| Indiana Jones und das Königreich des Kristallschädels | 78 % (276 Kritiken) | 65 (40 Kritiken) | 6,2 (471.227 Bewertungen) |
| Indiana Jones und das Rad des Schicksals              | 69 % (330 Kritiken) | 57 (63 Kritiken) | 6,9 (37.047 Bewertungen)  |

### Psychologie
In der Psychologie wird das Verhalten des Verweigerns einer offensichtlich erwiesenen Erkenntnis durch eine Person entgegen einer erdrückenden Beweislage und den Beobachtungen, die die Person selbst macht, auch als Indiana-Jones-Effekt bezeichnet. Diese Bezeichnung lehnt an Indiana Jones‘ wiederholtes Zitat „I don’t believe in magic.“/„Ich glaube nicht an Magie.“ an, obwohl die Figur mit eigenen Augen magische Rituale, die Bundeslade, den heiligen Gral, interdimensionale Wesen und sogar Zeitreisen gesehen hat.

## Weitere Medien

### Fernsehserie
In den Jahren 1992 und 1993 wurde die (ursprünglich 44-teilige und später zu 22 Filmen neu edierte) Fernsehserie Die Abenteuer des jungen Indiana Jones (Originaltitel The Young Indiana Jones Chronicles) produziert. In dieser Serie begegnet Jones realen Persönlichkeiten der Geschichte. Es werden Episoden aus verschiedenen Lebensabschnitten Indianas im Alter von 8 bis 10, 16 bis 20, 51 und 93 Jahren gezeigt; er wird deshalb auch von verschiedenen Schauspielern (so von Corey Carrier, Sean Patrick Flanery, Harrison Ford oder George Hall) dargestellt.

### Dokumentarfilme
- Indiana Jones – Eine Saga erobert die Welt. 52 Min. Regie: Clelia Cohen, Antoine Coursat. Frankreich 2020 (Online bei YouTube).[38]

### Hörspiel-Parodie
- Indiana Horst

### Computerspiele
Seit Anfang der 1980er Jahre sind viele Indiana-Jones-Computerspiele für verschiedene Spielkonsolen und Computersysteme erschienen. Die bekanntesten Produkte sind die 1989 und 1992 veröffentlichten Adventures von LucasArts. Während sich die Geschichte von Indiana Jones and the Last Crusade sehr stark am gleichnamigen Film orientiert, zeichnet sich Indiana Jones and the Fate of Atlantis durch eine eigene Geschichte aus. Fans von Indiana Jones und Point-&-Click-Adventurespielen arbeiten an einem inoffiziellen Freeware-Nachfolger Indiana Jones and the Fountain of Youth, welches mit der Software Adventure Game Studio entwickelt wird.
| Jahr | Titel                                                      | Amstrad CPC                 | Atari                       | Atari                       | Commodore                   | Commodore                   | MSX                         | FM Towns                    | PC                          | Apple                       | Apple                       | Nintendo                    | Nintendo                    | Nintendo                    | Nintendo                    | Nintendo                    | Nintendo                    | Sega                        | Sega                        | Sega                        | Sony                        | Sony                        | Sony                        | Sony                        | Xbox                        | Xbox                        |
| Jahr | Titel                                                      | Amstrad CPC                 | 2600                        | ST                          | C64                         | Amiga                       | MSX                         | FM Towns                    | PC                          | II                          | Mac                         | NES                         | SNES                        | N64                         | GBC                         | DS                          | Wii                         | Game Gear                   | Master System               | Mega Drive                  | PS2                         | PS3                         | PSP                         | PS5                         | 360                         | Series S/X                  |
| ---- | ---------------------------------------------------------- | --------------------------- | --------------------------- | --------------------------- | --------------------------- | --------------------------- | --------------------------- | --------------------------- | --------------------------- | --------------------------- | --------------------------- | --------------------------- | --------------------------- | --------------------------- | --------------------------- | --------------------------- | --------------------------- | --------------------------- | --------------------------- | --------------------------- | --------------------------- | --------------------------- | --------------------------- | --------------------------- | --------------------------- | --------------------------- |
| 1982 | Raiders of the Lost Ark                                    |                             | Grünes Häkchensymbol für ja |                             |                             |                             |                             |                             |                             |                             |                             |                             |                             |                             |                             |                             |                             |                             |                             |                             |                             |                             |                             |                             |                             |                             |
| 1984 | Indiana Jones in the Lost Kingdom                          |                             |                             |                             | Grünes Häkchensymbol für ja |                             |                             |                             |                             |                             |                             |                             |                             |                             |                             |                             |                             |                             |                             |                             |                             |                             |                             |                             |                             |                             |
| 1985 | Indiana Jones and the Temple of Doom                       | Grünes Häkchensymbol für ja |                             | Grünes Häkchensymbol für ja | Grünes Häkchensymbol für ja |                             |                             |                             |                             | Grünes Häkchensymbol für ja | Grünes Häkchensymbol für ja | Grünes Häkchensymbol für ja |                             |                             |                             |                             |                             |                             |                             |                             |                             |                             |                             |                             |                             |                             |
| 1987 | Indiana Jones in Revenge of The Ancients                   |                             |                             |                             |                             |                             |                             |                             | Grünes Häkchensymbol für ja |                             |                             |                             |                             |                             |                             |                             |                             |                             |                             |                             |                             |                             |                             |                             |                             |                             |
| 1989 | Indiana Jones and the Last Crusade: Das Graphic Adventure  |                             |                             | Grünes Häkchensymbol für ja |                             | Grünes Häkchensymbol für ja |                             | Grünes Häkchensymbol für ja | Grünes Häkchensymbol für ja |                             | Grünes Häkchensymbol für ja |                             |                             |                             |                             |                             |                             |                             |                             |                             |                             |                             |                             |                             |                             |                             |
| 1989 | Indiana Jones and the Last Crusade: The Action Game        |                             |                             | Grünes Häkchensymbol für ja | Grünes Häkchensymbol für ja | Grünes Häkchensymbol für ja | Grünes Häkchensymbol für ja |                             | Grünes Häkchensymbol für ja |                             | Grünes Häkchensymbol für ja |                             |                             |                             |                             |                             |                             | Grünes Häkchensymbol für ja | Grünes Häkchensymbol für ja | Grünes Häkchensymbol für ja |                             |                             |                             |                             |                             |                             |
| 1991 | Indiana Jones and the Last Crusade                         |                             |                             |                             |                             |                             |                             |                             |                             |                             |                             | Grünes Häkchensymbol für ja |                             |                             |                             |                             |                             |                             |                             |                             |                             |                             |                             |                             |                             |                             |
| 1992 | Indiana Jones and the Fate of Atlantis – Graphic Adventure |                             |                             |                             |                             | Grünes Häkchensymbol für ja |                             | Grünes Häkchensymbol für ja | Grünes Häkchensymbol für ja |                             | Grünes Häkchensymbol für ja |                             |                             |                             |                             |                             |                             |                             |                             |                             |                             |                             |                             |                             |                             |                             |
| 1992 | Indiana Jones and the Fate of Atlantis – Action Game       |                             |                             |                             | Grünes Häkchensymbol für ja | Grünes Häkchensymbol für ja |                             |                             | Grünes Häkchensymbol für ja |                             | Grünes Häkchensymbol für ja |                             |                             |                             |                             |                             |                             |                             |                             |                             |                             |                             |                             |                             |                             |                             |
| 1992 | The Young Indiana Jones Chronicles                         |                             |                             |                             |                             |                             |                             |                             |                             |                             |                             | Grünes Häkchensymbol für ja |                             |                             |                             |                             |                             |                             |                             |                             |                             |                             |                             |                             |                             |                             |
| 1994 | Instruments of Chaos starring Young Indiana Jones          |                             |                             |                             |                             |                             |                             |                             |                             |                             |                             |                             |                             |                             |                             |                             |                             |                             |                             | Grünes Häkchensymbol für ja |                             |                             |                             |                             |                             |                             |
| 1994 | Indiana Jones’ Greatest Adventures                         |                             |                             |                             |                             |                             |                             |                             |                             |                             |                             |                             | Grünes Häkchensymbol für ja |                             |                             |                             |                             |                             |                             |                             |                             |                             |                             |                             |                             |                             |
| 1996 | Indiana Jones Desktop Adventures                           |                             |                             |                             |                             |                             |                             |                             | Grünes Häkchensymbol für ja |                             |                             |                             |                             |                             |                             |                             |                             |                             |                             |                             |                             |                             |                             |                             |                             |                             |
| 1999 | Indiana Jones und der Turm von Babel                       |                             |                             |                             |                             |                             |                             |                             | Grünes Häkchensymbol für ja |                             |                             |                             |                             | Grünes Häkchensymbol für ja | Grünes Häkchensymbol für ja |                             |                             |                             |                             |                             |                             |                             |                             |                             |                             |                             |
| 2003 | Indiana Jones und die Legende der Kaisergruft              |                             |                             |                             |                             |                             |                             |                             | Grünes Häkchensymbol für ja |                             | Grünes Häkchensymbol für ja |                             |                             |                             |                             |                             |                             |                             |                             |                             | Grünes Häkchensymbol für ja |                             |                             |                             | Grünes Häkchensymbol für ja |                             |
| 2008 | Lego Indiana Jones: Die legendären Abenteuer               |                             |                             |                             |                             |                             |                             |                             | Grünes Häkchensymbol für ja |                             |                             |                             |                             |                             |                             | Grünes Häkchensymbol für ja | Grünes Häkchensymbol für ja |                             |                             |                             | Grünes Häkchensymbol für ja | Grünes Häkchensymbol für ja | Grünes Häkchensymbol für ja |                             | Grünes Häkchensymbol für ja |                             |
| 2009 | Indiana Jones und der Stab der Könige                      |                             |                             |                             |                             |                             |                             |                             |                             |                             |                             |                             |                             |                             |                             | Grünes Häkchensymbol für ja | Grünes Häkchensymbol für ja |                             |                             |                             | Grünes Häkchensymbol für ja |                             | Grünes Häkchensymbol für ja |                             |                             |                             |
| 2009 | Lego Indiana Jones 2: Die neuen Abenteuer                  |                             |                             |                             |                             |                             |                             |                             | Grünes Häkchensymbol für ja |                             |                             |                             |                             |                             |                             | Grünes Häkchensymbol für ja | Grünes Häkchensymbol für ja |                             |                             |                             |                             | Grünes Häkchensymbol für ja | Grünes Häkchensymbol für ja |                             | Grünes Häkchensymbol für ja |                             |
| 2024 | Indiana Jones und der Große Kreis                          |                             |                             |                             |                             |                             |                             |                             | Grünes Häkchensymbol für ja |                             |                             |                             |                             |                             |                             |                             |                             |                             |                             |                             |                             |                             |                             | Grünes Häkchensymbol für ja |                             | Grünes Häkchensymbol für ja |

### Flipperautomaten
Im August 1993 erschien ein vom US-amerikanischen Spielautomatenhersteller Williams Electronics Games entwickelter Flipperautomat namens Indiana Jones – The Pinball Adventure. Das Gerät wurde in einer Auflage von 12.716 Stück produziert und erlangte große Popularität. Heute sind gut erhaltene „Indy-Flipper“ begehrte Sammlerstücke.

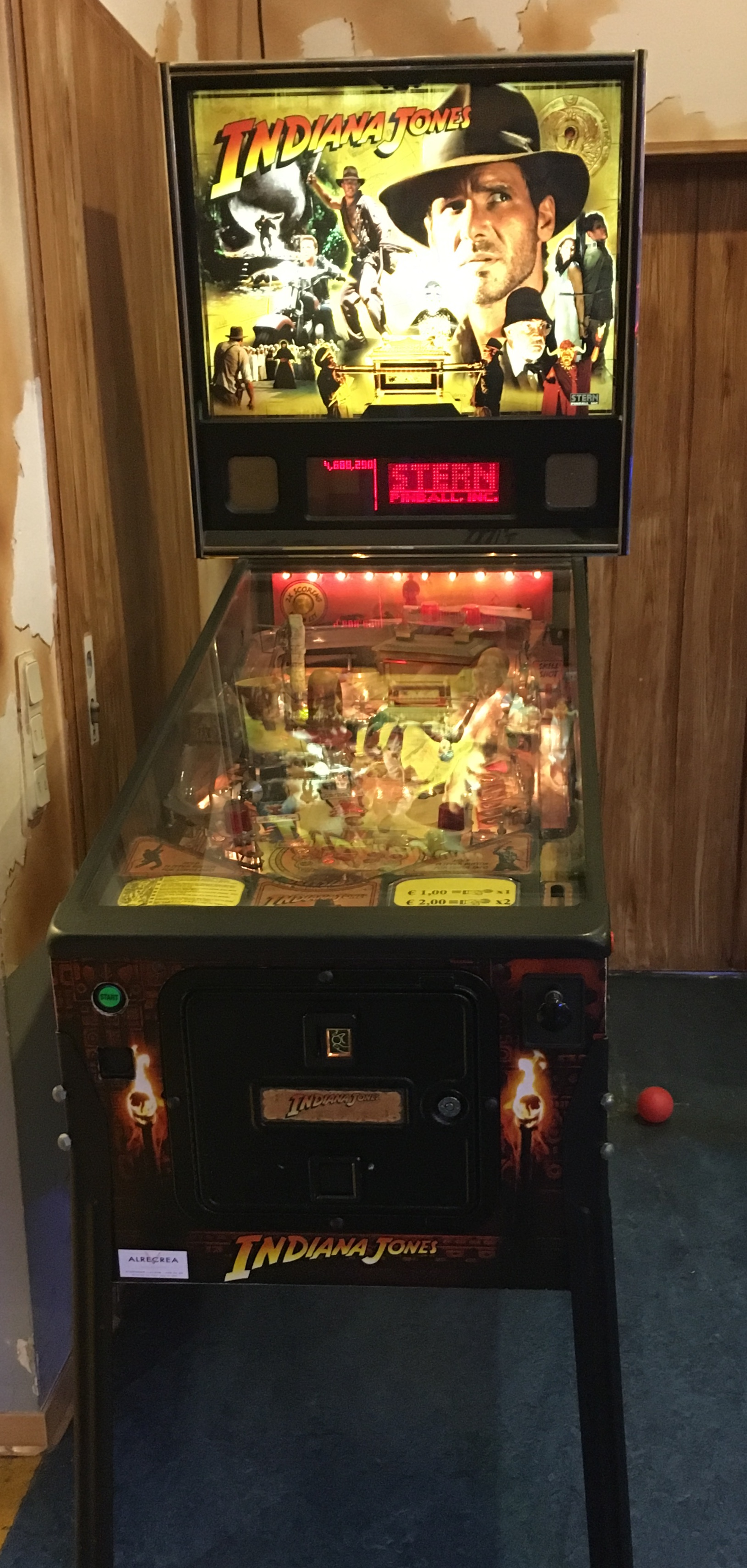
Indiana-Jones-Flipper der Firma Stern

Im Jahr 2008 veröffentlichte der US-amerikanische Spielautomatenhersteller Stern einen „Indiana Jones“ genannten Flipperautomaten. In das Spielgeschehen wurden zusätzlich zu den bisherigen auch Elemente des vierten Films integriert, der im selben Jahr erschien.

### Romane
Neben den Filmen und der Fernsehserie gibt es über 40 Romane mit Abenteuern von Indiana Jones. Einige der englischsprachigen Bücher sind in einer deutschen Übersetzung erschienen.
Wolfgang Hohlbein schrieb acht Romane über Indiana Jones:
- Indiana Jones und die Gefiederte Schlange (1990)
- Indiana Jones und das Schiff der Götter (1990)
- Indiana Jones und das Gold von El Dorado (1991)
- Indiana Jones und das verschwundene Volk (1991)
- Indiana Jones und das Schwert des Dschingis Khan (1991)
- Indiana Jones und das Geheimnis der Osterinseln (1992)
- Indiana Jones und das Labyrinth des Horus (1993)
- Indiana Jones und das Erbe von Avalon (1993)

Von Rob MacGregor erschienen sechs Romane:
- Indiana Jones und das Orakel von Delphi (Indiana Jones and the Peril at Delphi) (1991)
- Indiana Jones und der Tanz der Giganten (Indiana Jones and the Dance of the Giants) (1991)
- Indiana Jones und die Herren der toten Stadt (Indiana Jones and the Seven Veils) (1991)
- Indiana Jones und das Geheimnis der Arche (Indiana Jones and the Genesis Deluge) (1992)
- Indiana Jones und das Vermächtnis des Einhorns (Indiana Jones and the Unicorn’s Legacy) (1992)
- Indiana Jones und die Macht aus dem Dunkel (Indiana Jones and the Interior World) (1992)

Von Martin Caidin gibt es zwei Romane:
- Indiana Jones und die Hyänen des Himmels (Indiana Jones and the Sky Pirates) (1993)
- Indiana Jones und die weiße Hexe (Indiana Jones and the White Witch) (1994)

Von Max McCoy existieren bis heute vier Romane:
- Indiana Jones und der Stein der Weisen (Indiana Jones and the Philosopher’s Stone) (1995)
- Indiana Jones und die Brut des Sauriers (Indiana Jones and the Dinosaur Eggs) (1996)
- Indiana Jones und das Geheimnis von Thule (Indiana Jones and the Hollow Earth) (1997)
- Indiana Jones und das Geheimnis der Sphinx (Indiana Jones and the Secret of the Sphinx) (1999)

Von Steve Perry erschien ein bis jetzt noch nicht ins Deutsche übersetzter Roman:
- Indiana Jones and the Army of the Dead (2009)

Während die zuvor genannten Romane eigenständige Geschichten bilden, beschäftigen sich vier Romane mit den Inhalten der Kinofilme:
- Campbell Black (Pseudonym von Campbell Armstrong): Jäger des verlorenen Schatzes (Raiders of the Lost Ark)
- James Kahn: Indiana Jones und der Tempel des Todes (Indiana Jones and the Temple of Doom)
- Rob MacGregor: Indiana Jones und der Letzte Kreuzzug (Indiana Jones and the Last Crusade)
- James Rollins: Indiana Jones und das Königreich des Kristallschädels (Indiana Jones and the Kingdom of the Crystal Skull)

Zusätzlich erschienen 2008 vier weitere Romane im Verlag Panini Verlag zu den Filmen, die aufgrund etwas einfacherer Schreibweise als Jugendromane bezeichnet werden:
- Ryder Windham: Jäger des verlorenen Schatzes (Raiders of the Lost Ark)
- Suzanne Weyn: Indiana Jones und der Tempel des Todes (Indiana Jones and the Temple of Doom)
- Ryder Windham: Indiana Jones und der Letzte Kreuzzug (Indiana Jones and the Last Crusade)
- James Luceno: Indiana Jones und das Königreich des Kristallschädels (Indiana Jones and the Kingdom of the Crystal Skull)

2009 erschienen noch zwei vom Umfang her kürzere Romane, die sich an jüngere Leser richteten und bisher nicht ins Deutsche übertragen wurden:
- Ryder Windham: Indiana Jones and the Pyramid of the Sorcerer
- J. W. Rinzler: Indiana Jones and the Mystery of Mount Sinai

### Spielbücher
In den 1980er Jahren erschienen einige Spielbücher der Find-Your-Fate-Reihe mit Abenteuern von Indiana Jones:
- R. L. Stine: Indiana Jones and the Curse of Horror Island (1984)
- Rose Estes: Indiana Jones and the Lost Treasure of Sheba (1984)
- R. L. Stine: Indiana Jones and the Giants of the Silver Tower (1984)
- Richard Wenk: Indiana Jones and the Eye of the Fates (1984)
- Andrew Helfer: Indiana Jones and the Cup of the Vampire (1984)
- Richard Wenk: Indiana Jones and the Legion of Death (1984)
- R. L. Stine: Indiana Jones and the Cult of the Mummy’s Crypt (1985)
- Megan Stine u. H. William Stine: Indiana Jones and the Dragon of Vengeance (1985)
- Ellen Weiss: Indiana Jones and the Gold of Genghis Khan (1985)
- R. L. Stine: Indiana Jones and the Ape Slaves of Howling Island (1986)
- Megan Stine u. H. William Stine: Indiana Jones and the Mask of the Elephant (1987)

In den 1990er Jahren erschienen in der Reihe Choose Your Own Adventure nochmals acht von Richard Brightfield verfasste Spielbücher, die Adaptionen von Folgen der Fernsehserie Die Abenteuer des jungen Indiana Jones darstellten:
- The Valley of the Kings (1992)
- South of the Border (1992)
- Revolution in Russia (1992)
- Masters of the Louvre (1992)
- African Safari (1993)
- Behind the Great Wall (1993)
- The Roaring Twenties (1993)
- The Irish Rebellion (1993)

### Comics
1981 betrat der amerikanische Comic-Verlag Marvel mit einer Adaption von Jäger des verlorenen Schatzes die Welt von Indiana Jones. Von 1983 bis 1986 veröffentlichte er 34 Hefte der Serie The Further Adventures of Indiana Jones. Darin tauchen neben Indiana Jones auch Figuren wie Marion Ravenwood und Sallah in ganz neuen Geschichten auf. Außerdem veröffentlichte Marvel die Comic-Adaptionen zu Indiana Jones und der Tempel des Todes und Indiana Jones und der letzte Kreuzzug. Die beiden letztgenannten wurden von Ehapa beziehungsweise Bastei-Verlag auf Deutsch veröffentlicht, während der Condor Verlag vier Taschenbücher mit gesammelten Further-Comics herausbrachte.
Im Jahr 1991 übernahm der Verlag Dark Horse Comics die Lizenz, und bis 1996 publizierte er zahlreiche Miniserien, darunter eine Adaption des bekannten Videospiels Indiana Jones and the Fate of Atlantis
- Indiana Jones and the Shrine of the Sea Devil (1992/1993)
- Indiana Jones: Thunder in the Orient (1993/94)
- Indiana Jones and the Arms of Gold (1994)
- Indiana Jones and the Golden Fleece (1994)
- Indiana Jones and the Iron Phoenix (1995)
- Indiana Jones and the Spear of Destiny (1995)
- Indiana Jones and the Sargasso Pirates (1995/96)

Ein weiteres Abenteuer unter dem Titel Indiana Jones and the Lost Horizon wurde nicht mehr veröffentlicht, da sich die hinteren Ausgaben nicht mehr so gut verkauft hatten. Vier dieser Serien wurden in das Deutsche übersetzt und erschienen in den Jahren 2000 und 2001 bei mg publishing.
Zudem veröffentlichte Dark Horse zwölf Hefte, die an die Fernsehserie „Die Abenteuer des jungen Indiana Jones“ angelehnt waren. Davon wurden die ersten sechs Hefte übersetzt und von Bastei-Verlag publiziert.
Mit dem Start des neuen Kinofilms übernahm Dark Horse 2008 die inzwischen ausgelaufene Lizenz wieder. Neben einer Comic-Adaption von Indiana Jones und das Königreich des Kristallschädels wurden auch neue Miniserien (unter anderem „Indiana Jones und die Gruft der Götter“), Indy-Comics für Kinder und Sammelbände von älteren Ausgaben angekündigt. In deutscher Sprache erschien die Kinofilm-Adaption und die Gruft der Götter bei Panini Comics.

## Bedeutung für aktuelle Fragestellungen
Die Filmfigur Indiana Jones versucht im Rahmen seiner Abenteuer immer wieder Kulturgüter wie historische Schätze, Reliquien, Dokumente und Stätten der Allgemeinheit und Nachwelt zu erhalten. Er kämpft gegen Grabräuber und Hehler. In der „echten“ Welt widmen sich die Vereinten Nationen und ihre Partnerorganisationen wie die UNESCO und Blue Shield intensiv dem weltweiten Kulturgüterschutz. Antikenhehlerei, Raubgrabungen an archäologischen Stätten, Plünderungen von Kulturstätten sowie Diebstahl von Kunstgegenständen aus Kirchen, Museen und Archiven sollen, so wie es Indiana Jones in den Filmen versucht, verhindert werden. International gesehen werden dann die Mitarbeiter von Blue Shield oft wegen ihrer teilweise sehr gefährlichen und robusten Einsätze zum Schutz der Kulturgüter als die neuen „Indiana Jones“ bezeichnet.